# Kadmos
Кадмос. Журнал до- и раннегреческой эпиграфики (нем. Kadmos. Zeitschrift für vor- und frühgriechische Epigraphik) — специализированный немецкий журнал, посвящённый догреческой и ранней греческой эпиграфике.
Журнал был основан Эрнстом Грумахом в 1962 году. Затем Грумаха на посту главного редактора сменил Уильям Чарльз Брайс. Сегодня редакцию возглавляет Вольфганг Блюмель, членами редколлегии являются Брис, Клод Брикс, Костис Даварас, Роберто Гусмани, Вассос Карагеоргис, Анна Морпурго Дэйвис. В своё время в редакции работали также Экрем Акургал, Гюнтер Нойман и Оливье Массон; до своей кончины в редакции трудился индоевропеист и эксперт по анатолийским языкам Роберто Гусмани (1935—2009).
Журнал выпускается в Берлине издательским домом «Walter de Gruyter». Материалы публикуются на немецком, английском, французском, итальянском и испанском языках.
Большинство статей и прочих публикаций посвящены ранней греческой эпиграфике (микенская культура) и средиземноморским языкам. В центре внимания период распространения Линейного письма А, Линейного письма В, и далее до дорийской экспансии микенской Греции. Классический античный эллинизм на страницах журнала не рассматривается. Также темы публикаций не ограничены жёсткими географическими границами — рассматривается всё Средиземноморье. Часто в «Kadmos» впервые публикуются сообщения о новых археологических находках в регионе. Им, в основном, и отдаётся предпочтение редакции, но публикации, посвящённые старым открытиям, также не исключаются.
В год выходит 330 экземпляров, в двух тетрадях. Тексты часто дополнены чёрно-белыми иллюстрациями.